# Christiaan Johannes Lechleitner
Christiaan Johannes Lechleitner (Leiden, 1795 - Leiden, 8 december 1837) was een Nederlands componist van Oostenrijkse afkomst.

## Biografie
Christiaan Johannes Lechleitner was een zoon van de vioolbouwer C. Lechleitner (1759-1821). Lechleitner werd in 1826 na het overlijden van Christiaan Frederik Ruppe aangesteld tot muziekdirecteur van de Leidse universiteit. Als violist had hij een plaats als eerste violist in het orkest van de koninklijke hofkapel. Sinds 1827 was hij leraar aan het Koninklijk Conservatorium te 's-Gravenhage.
Lechleitner schreef o.a. een Serenade pour violon et guitare (1818).
- International Standard Name Identifier: 0000 0003 9369 9852
- Nederlandse Thesaurus van Auteursnamen: 070668477
- Virtual International Authority File: 288036781
- WorldCat: E39PBJmP7xK9WRyGTXcCF3FkDq